# Galeria Na wieży

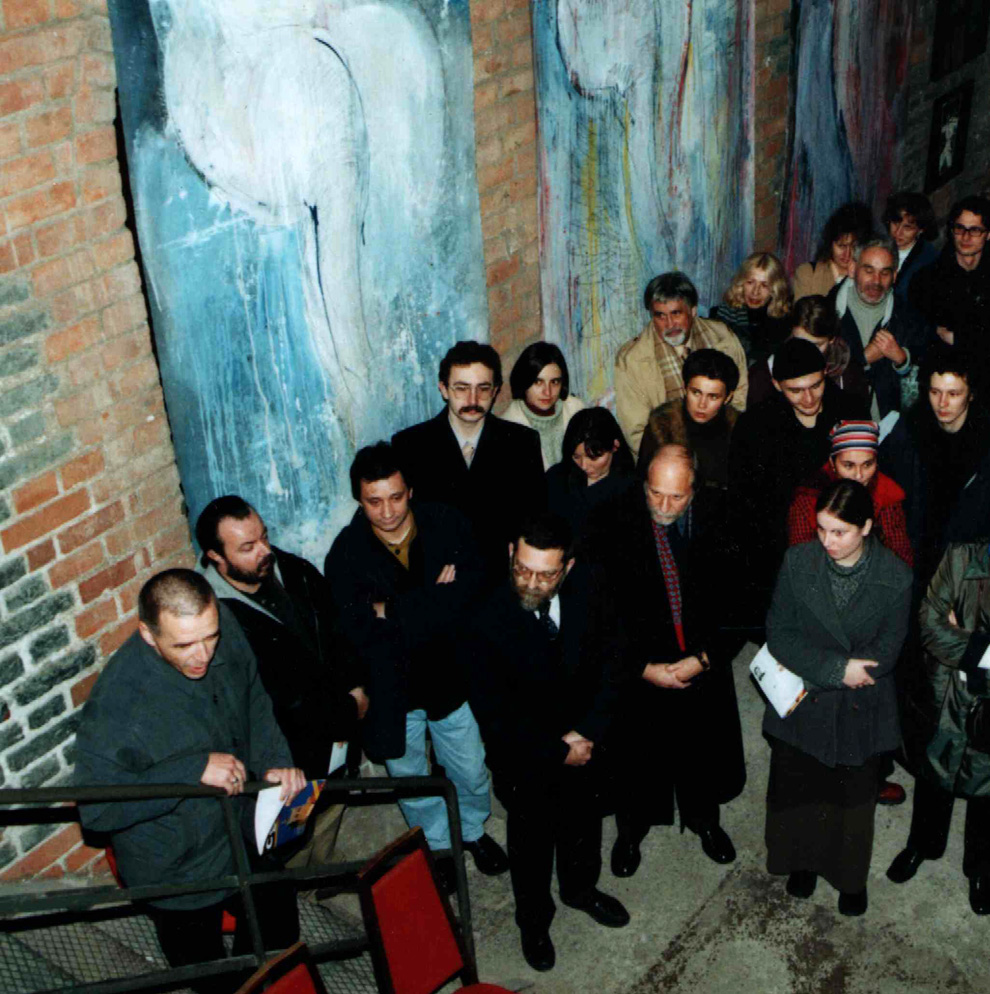
Wystawa inauguracyjna, 2000 rok

Galeria Na wieży w Gdańsku – nieistniejąca wystawiennicza galeria sztuki, mieszcząca się w wieży kościoła św. Katarzyny w Gdańsku, przy Muzeum Zegarów Wieżowych (oddział Muzeum Historycznego Miasta Gdańska).
Powstała 2000 roku z inicjatywy Grzegorza Szychlińskiego, Romana Gajewskiego i Zbigniewa Wąsiela oraz artystów ze Stowarzyszenia Artystycznej Inicjatywy w Gdańsku. Program placówki prezentował takie dziedziny sztuk plastycznych, jak malarstwo, grafika, rysunek, rzeźba, fotografia. Galeria powadziła działalność do pożaru kościoła 22 maja 2006 r.
Artyści współpracujący z galerią:
- Roman Gajewski
- Zbigniew Gorlak
- Adam Haras
- Marek Model
- Jacek Kornacki
- Krzysztof Polkowski
- Grzegorz Radecki
- Dobrochna Surajewska
- Janusz Tartyłło
- Zbigniew Wąsiel
- Zbigniew Wendt
- Wiesław Zaremba
- Jacek Zdybel